# Leicester
Leicester (výslovnost  [ˈlɛstə]IPA) je městem a samostatnou správní jednotkou v anglickém regionu East Midlands. Je tradičně hlavním městem hrabství Leicestershire. Leicester se rozkládá na řece Soar a na okraji Anglického národního lesa.
V roce 2004 mělo samotné město přibližně 285 100 obyvatel a spolu s předměstími 441 213. Podle počtu obyvatel je Leicester 10. nejlidnatějším městem Anglie a 13. Velké Británie. Spádová oblast Leicesteru zahrnuje některá satelitní města jako například Oadby, Wigston, Braunstone Town, Birstall, Glenfield, Blaby, Thurmaston, Syston a Leicester Forest East. Většina z těchto oblastí je integrována do města jako jeho předměstí.

## Historie

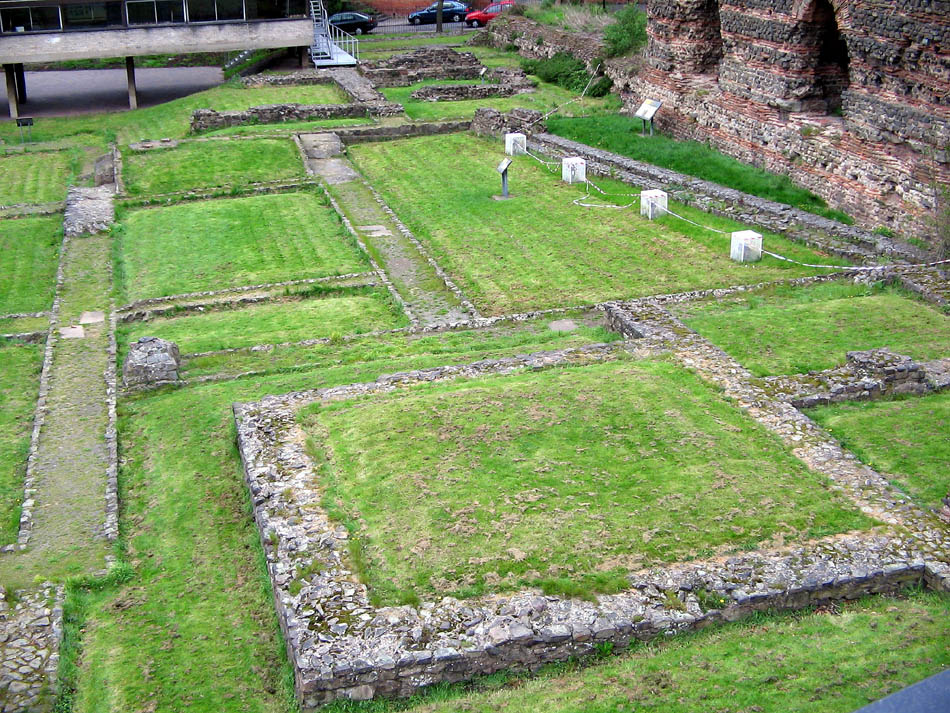
Pozůstatky římských lázní u Jewry Wall muzea

Podle Geoffreye z Monmouthu mytologický král Leir založil město Kaerleir (Leir's chester – opevněné město patřící Leirovi). I současná velština používá pro toto město název Caerlŷr. Předpokládá se, že král Leir byl pohřben Kordelií v kobce pod řekou Soar, poblíž města zasvěceného římskému bohu Janusovi. Tento král byl zřejmě inspirací pro Shakespearovu hru Král Lear.
Leicester je město s dlouhou historií trvající asi 2 000 let. V prvním období byl znám jako Ratae Coritanorum a byl obydlen keltským kmenem Corieltauvi. V té době byl hlavním městem oblasti v současnosti známé jako East Midlands.
Okolo roku 50 zde Římané postavili vojenské opevnění u silnice Fosse Way. Poté, co bylo osídleno vojenskou posádkou stalo se Ratae Corieltauvorum důležitým obchodním centrem a jedním z největších měst na Římany ovládaném území Británie. Pozůstatky římských lázní je možno spatřit i v současné době u Jewry Wall muzea, ve které jsou uloženy ostatní artefakty získané při archeologických vykopávkách. Současný název města je zčásti říšského původu - přípona cester (z latinského castra) se vyskytuje v různých modifikacích v názvech dalších britských měst, které dosáhly věhlasu pod římskou správou (Manchester, Colchester, Dorchester, Chichester, Winchester, Portchester, Rochester, Worcester (čte se vustr), Alcester, Lancaster, Cirencester, Gloucester (čte se glostr), Tadcaster, Wroxeter and Towcester (čte se toustr)).
Poznatky o historii města v 5. století jsou minimální, zřejmě došlo ke zmenšení jeho významu. Roku 679 byl Leicester vybrán jako sídlo biskupství a stal se znovu městem. Tato situace trvala až do 9. století, kdy bylo město dobyto Vikingy a stalo se jedním z pěti opevněných měst Danelawu. Leicesterský biskup přesídlil do města Dorchester on Thames a pozice Leicesteru jako sídla biskupa byla obnovená až ve 20. století.
Leicester se stal velmi důležitým městem ve středověku. V pozemkové knize byl zmiňován jako město i když tento status ztratil v 11. století v důsledku sporů mezi církví a šlechtou. Status města Leicester znovu získal až roku 1919 a v roce 1927 byl také kostel Svatého Martina ustanoven katedrálou. Hrobka Richarda III. se nachází v hlavní chrámové lodi a od roku 2015 se tam nacházejí i jeho ostatky, nalezené při výkopových pracích roku 2012.
Velmi důležitou událostí v dějinách Anglie bylo konání prvního parlamentu roku 1265 v Leicesteru. Simon de Montfort tehdy přinutil krále Jindřicha III. aby se toto jednání uskutečnilo v Leicesterském hradu, z něhož se do současnosti dochovaly jen rozvaliny. V Leicesteru se později konala ještě další zasedání parlamentu.
4. listopadu 1530 byl kardinál Thomas Wolsey obviněn z velezrady a měl být dopraven k soudu v Toweru. Na cestě do Londýna onemocněl a stráž, která ho doprovázela se s ním zastavila v Leicesteru. Zde se jeho stav náhle zhoršil a 29. listopadu 1530 zemřel a byl pochován v Leicesterském opatství.
Výstavba Grand Union Canal spojila Leicester s Londýnem a Birminghamem. To přispělo k rychlé industrializaci města. Hlavními obory byly výroba textilu, obuvi a ve 20. století strojírenská výroba. Všechny tyto obory jsou v současnosti v útlumu.

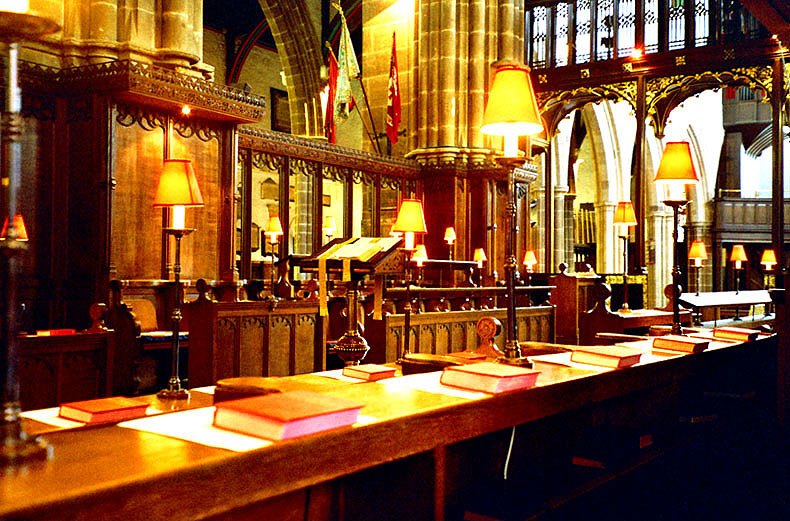
Interiér Leicesterské katedrály

Roku 1832 byl Leicester s otevřením Leicester and Swannington Railway spojen s okolím i železnicí a rozvíjející průmyslová výroba mohla být jednodušeji zásobována uhlím z nedalekých dolů. Roku 1840 byla zprovozněna Midland Counties Railway a město tak bylo napojeno na národní železniční síť. Od roku 1860 mělo město přímé železniční spojení s Londýnem.
Leicester v době své historie několikrát expandoval za své současné hranice. Největší nárůst rozlohy města nastal roku 1892 kdy k němu byly připojeny Belgrave, Aylestone, Knighton a North Evington. Současné hranice města byly ustanoveny roku 1935 připojením zbytku Evingtonu, Humberstone, Beaumont Leys a části Braunstone.

## Obyvatelstvo
V letech po druhé světové válce byl Leicester cílem rozsáhlé vlny imigrantů z celého světa. Imigranti v současnosti tvoří více než 50% obyvatel města a Leicester je tak jedním z nejvíce multikulturních měst Velké Británie. Mnoho polských vojáků se nevrátilo po válce do vlasti z obav před komunistickým režimem a vytvořili tak základ polské komunity v Leicesteru. V 60. letech 20. století začal příliv imigrantů z indického subkontinentu, který vyvrcholil v 70. letech přistěhovalci z Keni a Ugandy. Po rozšíření Evropské unie o postkomunistické státy to bylo mnoho přistěhovalců z těchto zemí.
Etnický původ (sčítání v roce 2011):
- 50,6% – běloši (45,1% bílí Britové)
- 37,1% – Asiaté
- 6,3% – černoši
- 3,5% – míšenci
- 1,0% – Arabové
- 1,6% – ostatní

Náboženství (sčítání v roce 2011):
- 32,4% – křesťanství
- 18,6% – islám
- 15,2% – hinduismus
- 4,4% – sikhismus
- 0,4% – buddhismus
- 0,1% – judaismus
- 0,6% – ostatní náboženství
- 22,8% – bez vyznání
- 5,6% – neuvedeno

## Ekonomika

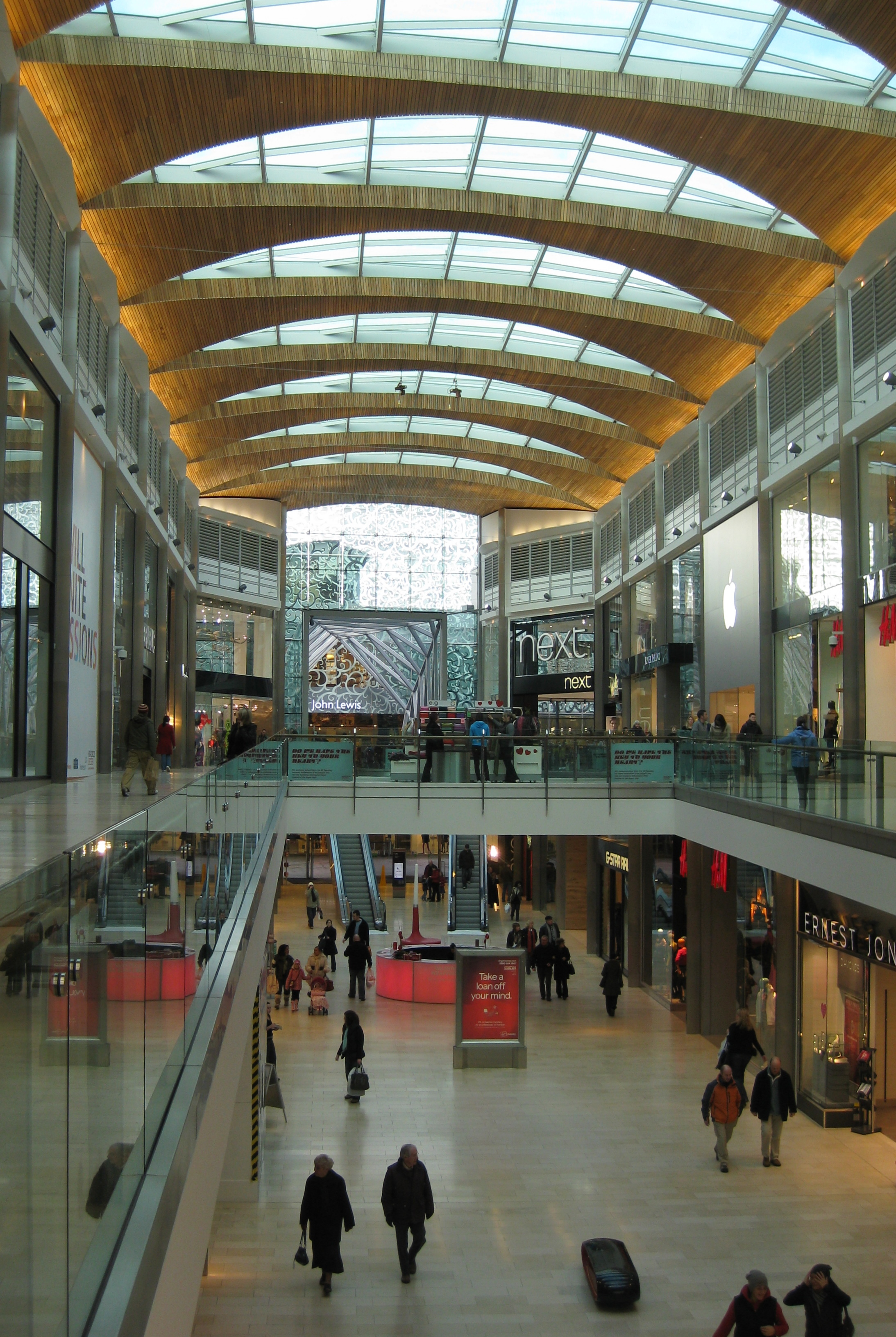
Nákupní centrum Highcross Leicester

Hlavními pilíři ekonomiky města je potravinářství, výroba textilního zboží, strojírenství, elektronika, tiskařství a výroba plastů.
V Leicesteru působí například strojírenské společnosti Jones & Shipman (obráběcí stroje a řídící systémy), "Richards Engineering (vybavení sléváren), Transmon Engineering (manipulační technika) a Trelleborg (závěsné komponenty pro železnici a námořní dopravu).
Jedním z tradičních potravinářských producentů byla společnost založená Henrym Walkerem. Z původního řeznictví se postupem doby stala producentem bramborových lupínků a byla začleněna do Frito-Lay, pobočky společnosti Pepsi Cola. V současné době vyrábí až 10 miliónů balení bramborových lupínků denně a je jednou z největších potravinářských společností Velké Británie.
Leicesterské tržiště je největším zastřešeným tržištěm v Evropě a na tomto místě se nachází už asi 700 let. V asi 270 stáncích se prodává především ovoce, zelenina, ryby a maso.

## Správa
Rada města Leicesteru (Leicester City Council) se 1. dubna 1997 stala správním orgánem samostatné správní jednotky (unitary authority). Do té doby existovala dvoustupňová dělba zodpovědnosti za správu konkrétní agendy mezi orgány města a hrabství, systém který je dále uplatňován ve zbytku hrabství Leicestershire. Sídlo rady hrabství se nachází nadále v Glenfieldu, těsně za hranicemi města. Administrativní centrum rady města se nachází v centru města v New Walk Centre.
Leicester je rozdělen do tří volebních obvodů do parlamentu – Leicester East, Leicester West a Leicester South.

## Doprava

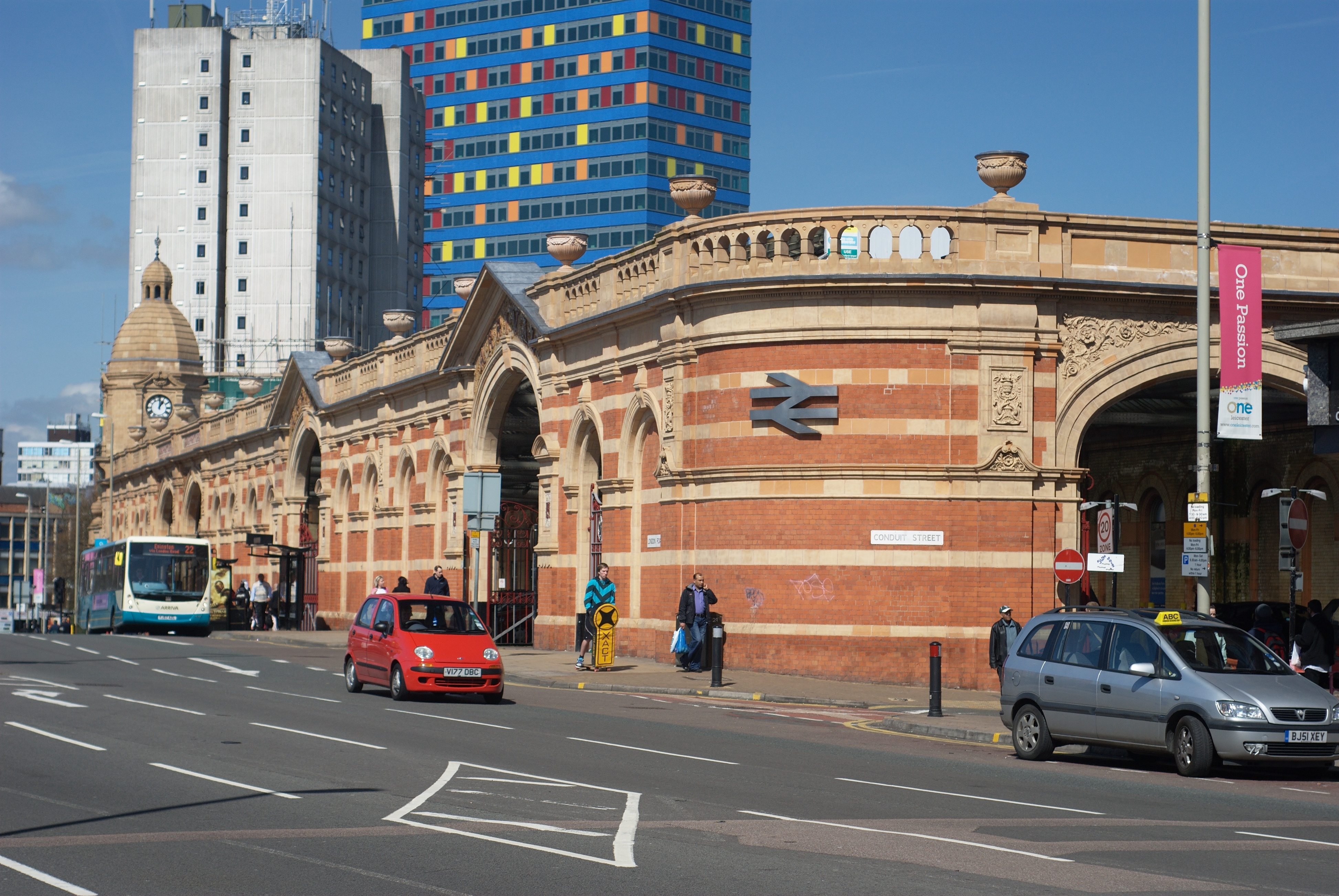
Nádraží v Leicesteru

Město se nachází v dosahu dálnice M1. Další dálnice M69 začíná poblíž města a vede k dálnici M6 a pokračuje směrem na Coventry.
Prochází jím železniční trať Midland Main Line vedoucí z Londýnské stanice St Pancras do Sheffieldu, Nottinghamu a Leedsu. Expresní vlaky provozované společností East Midlands Trains jsou schopny dorazit do Londýna za dobu jedné hodiny a několika minut. Další železniční trati spojují Leicester s Birminghammem, Nuneatonem a Cambridge.
Letiště East Midlands se nachází nedaleko Doningtonu na severozápadě Leicestershire. Letiště odbavuje především spoje nízkonákladových leteckých společností. Každý den odsud odlétají letadla na mezinárodních linkách například do Paříže, Frankfurtu, Berlína a Amsterdamu, vnitrostátních linkách do Edinburghu nebo Belfastu a omezený počet na transkontinentálních linkách do Barbadosu, Mexika nebo na Floridu. Letiště Leicester v městském obvodu Stoughton je využíváno spíše pro sportovní účely.
Autobusové stanoviště St. Margaret's Bus Station je hlavní přestupní stanicí pro dálkové autobusové spoje, zatímco místní doprava využívá jak toto stanoviště tak i Haymarket Bus Station. Autobusová doprava na dálkových trasách je zajišťována společnostmi National Express a Stagecoach Group, zatímco místní dopravu provozují společnosti First Leicester, Arriva Midlands a Centerbus.
Hrabstvím Leicestershire vede mnoho tras Národní cyklistické sítě a v centru Leicesteru se nachází Leicester Bike Park.

## Kultura

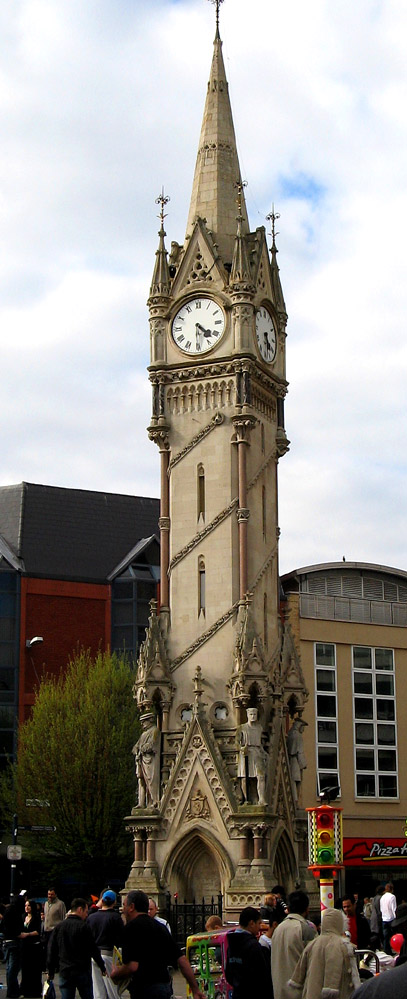
Věž s hodinami v centru Leicesteru

Centrum města má Viktoriánský ráz s několika pozdějšími dostavbami, které respektovaly charakter původní zástavby. V centru města se nachází věž s hodinami a je umístěna na křižovatce pěti hlavních ulicí – High Street, Churchgate, Belgrave Gate, Humberstone Gate a Gallowtree Gate. Historické centrum města se nachází poněkud na západ a zahrnuje mimo jiné hrad, katedrálu, kostely St Mary de Castro a Svatého Mikuláše, radnici a Židovské hradby.
Leicester pořádá každý rok Pride Parade, Karibský karneval, největší oslavu svátku Divali konanou mimo Indii, největší festival komedie ve Velké Británii Leicester Comedy Festival a hudební festival Summer Sundae.
Kulturní zařízení v Leicesteru:
- Haymarket Theatre – nyní uzavřené, má být přestěhované do Leicester Theatre and Performing Arts Centre
- Peepul Centre
- Phoenix Arts Centre
- De Montfort Hall
- Little Theatre
- městská galerie

## Vzdělání
V Leicesteru se nacházejí dvě univerzity – Leicesterská univerzita, jež vznikla v roce 1921 jako Univerzitní kolej Leicester a status univerzity má od roku 1957, a De Montfortova univerzita, která byla otevřena roku 1969 jako Leicesterská polytechnika a současné jméno nese od roku 1992. Sídlí zde také Národní kosmické centrum což je dáno tím, že Leicesterská univerzita je jednou z mála vysokých škol ve Velké Británii, která se zabývá výzkumem vesmíru.
Současné plány pro rozvoj školství v Leicesteru zahrnují vybudování městské akademie – Samworth Enterprise Academy, na jejímž financování se má podílet i Anglikánská církev a předseda představenstva společnosti Samworth Brothers. Status státem řízené školy obdržela Leicester Islamic Academy.

## Sport

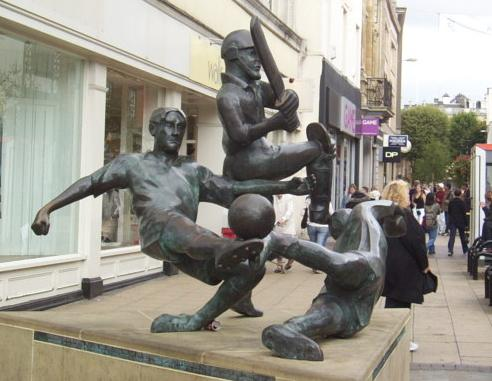
Sousoší sportovců v Leicesteru

V Leicesteru působí mimo jiné tyto sportovní kluby – fotbalový klub Leicester City F.C. který v roce 2016 vyhrál Premier League, sídlí na  King Power Stadium; ragbyový Leicester Tigers, basketbalový Leicester Riders, atletický Leicester Coritanian A.C. a kriketový Leicestershire County Cricket Club. Fotbalové, kriketové a ragbyové týmy zaznamenaly největší slávu na přelomu milénia a to se odrazilo i v tom, že v centru města byla instalována sousoší fotbalisty, kriketisty a ragbisty na Gallowtree Gate v centru města.
Na jihu města v Oadby se nachází dostihové závodiště.
Fotbalové mužstvo, zvané tradičně The Foxes, zažilo největší historický milník v sezóně 2015/16. Leicester City byl považován za naprostého outsidera, avšak po úchvatné sezóně vyhrál poprvé v historii klubu anglickou Premier League. Především se o tento úspěch zasloužili Jamie Vardy a Rijád Mahriz. Tým pod vedením Claudia Ranieriho získal v sezóně 81 bodů.

## Turistické atrakce
- Historické budovy - Leicesterská radnice, Belgrave Hall, Židovské hradby, Leicester Secular Hall, Leicesterské opatství.
- Náboženské stavby - Shree Jalaram Prarthana Mandal (hinduistický chrám), Jain Centre, Leicesterská katedrála, Masjid Umar (mešita), Guru Nanak Gurudwara (sikhský chrám).
- Parky - Abbey Park, University of Leicester Botanic Garden, Victoria Park, Gorse Hill City Farm, Castle Gardens, Grand Union Canal, River Soar a Watermead Country Park.
- Průmyslové památky - Abbey Pumping Station, National Space Centre a Great Central Railway.